# Anna Levine
Anna Kluger Levine, accreditata anche come Anna Levine Thompson e Anna Thomson (New York, 18 settembre 1953) è un'attrice statunitense.

## Biografia
Thomson rimase orfana in tenera età e fu adottata dai suoi genitori adottivi che la crebbero tra New York e la Francia. Si è formata come ballerina prima di diventare attrice.
È apparsa in ruoli secondari in film come I cancelli del cielo, Cercasi Susan disperatamente, Il corvo - The Crow e Gli spietati. È anche conosciuta per il suo lavoro in diversi film del regista Amos Kollek, come Sue Lost in Manhattan e Fast Food Fast Women, che ha ottenuto il suo status di figura di culto in Francia.
In televisione ha interpretato il ruolo di Anna Rostov nella serie I Colby ed è apparsa in The Tracey Ullman Show e nello sketch della HBO Hardcore TV.

## Filmografia parziale

### Cinema
- I cancelli del cielo (Heaven's Gate), regia di Michael Cimino (1980)
- Il papa di Greenwich Village (The Pope of Greenwich Village), regia di Stuart Rosenberg (1984)
- Maria's Lovers, regia di Andrej Končalovskij (1984)
- Cercasi Susan disperatamente (Desperately Seeking Susan), regia di Susan Seidelman (1985)
- L'amore di Murphy (Murphy's Romance), regia di Martin Ritt (1985)
- A distanza ravvicinata (At Close Range), regia di James Foley (1986)
- Qualcosa di travolgente (Something Wild), regia di Jonathan Demme (1987)
- Attrazione fatale (Fatal Attraction), regia di Adrian Lyne (1987)
- Wall Street, regia di Oliver Stone (1987)
- Leonard salverà il mondo (Leonard Part 6), regia di Paul Weiland (1987)
- Bird, regia di Clint Eastwood (1988)
- Talk Radio, regia di Oliver Stone (1988)
- Warlock, regia di Steve Miner (1989)
- Zia Giulia e la telenovela (Tune in Tomorrow...), regia di Jon Amiel (1990)
- Gli spietati (Unforgiven), regia di Clint Eastwood (1992)
- Una vita al massimo (True Romance), regia di Tony Scott (1993)
- Il corvo - The Crow (The Crow), regia di Alex Proyas (1994)
- Baby Birba - Un giorno in libertà (Baby's Day Out), regia di Patrick Read Johnson (1994)
- Bad Boys, regia di Michael Bay (1995)
- Stringer, regia di Klaus Biedermann (1999)
- Gocce d'acqua su pietre roventi (Gouttes d'eau sur pierres brûlantes), regia di François Ozon (2000)
- Fast Food, Fast Women, regia di Amos Kollek (2000)

### Televisione
- I Colby (The Colbys) - serie TV, 11 episodi (1986-1987)
- The Tracey Ullman Show - serie TV, 15 episodi (1988-1989)

## Doppiatrici italiane
- Cristina Boraschi in Cercasi Susan disperatamente
- Anna Cesareni in Gli spietati
- Chiara Salerno in Il corvo - The Crow
- Giovanna Martinuzzi in Bad Boys
- Barbara Castracane in Gocce d'acqua su pietre roventi